# Імперія Масина
Імперія Масина (1818—1862) — короткочасна держава на Заході Африки, що утворилася внаслідок ослаблення імперії Сеґу. 1862 року була підкорена державою тукулерів. Також відома як Дійна, Хамдуллахський халіфат та Держава Сіссе-Джихад.

## Історія
Наприкінці XVIII ст. внутрішня дельта Нігеру, відома як Масина, і область Тімбукту опинилися під владою імперії Сегу. Втім в Тімбукту, Гао і Дженне місцеву владу представляли вожді туарегів. Разом з тим політика фаам (володарів) Сегу не була спрямовано на насильницьку ісламізацію.
На початку XIX ст. натхнений успіхами Усмана дан Фодіо, що підкорив хауські міста-держави, створивши халіфат Сокото, інший проповідник Секу Амаду вирішив здійснити це саме в регіоні Масина. Протягом 1810-х років зібрав чисельних послідовників, створивши потужне військо.
1818 року було оголошено джихад проти Сегу. Спочатку було атаковано ардо (вождів) уздовж річки Нігер. У битві біля Нукума Секу Амаду здобув певну перемогу. Вже 1819 року захопив важливе місто Дженне. 1825 році йому підкорився тімбукту. Але боротьба за нього тривала до 1840 року.
У 1820 році було засновано столицю держави Хамбуллахі («Сла Богові»). Секу Амаду наказав побудувати шістсот медресе для подальшого поширення ісламу. Алкоголь, тютюн, музика та танці були заборонені відповідно до ісламського законодавства. Водночас створив вакфи для допомоги нужденним, удовам та сиротам. Почалося будівництво численних медресе задля при=скоренної ісламізації. також зводилися скрізь мечеті.
Наступники Секу Амаду — син і онук Амаду II і Амаду III — продовжили боротьбу з імперією Сегу, але не змогли її повністю здолати. На початку 1850-х років постає нова сила в регіоні — Імперія тукулерів. Її війська 1860 року після захоплення Сегу рушили проти Масини. В результаті 1862 року столиця хамбулаххі була захоплена та зруйнована. Альмамі Амаду III страчено. Втім стрийко останнього Ба Лоббо невдовзі повстав проти тукулерів, проте зрештою зазнав поразки.

## Територія
Охоплювала землі від регіону Мопті на північ до Тімбукту — на заході, Сегу і держав моссі — на півдні.

## Устрій
Держава являла собою теократичну монархію. Уся політична, військова і судова влада належало альмамі (імаму). Було запроваджено спадковий принцип влади, де трон передавався від батька до сина. В управлінні державними справами допомагала Рада Дійни. що складалася з 40 релігійних та військових діячів. Важливу роль мали ісламські судді (каді).
Держава була поділена на 5 областей, на чолі кожної стояв намісник, що здійснював управління за допомогою релігійної ради.

## Право
Запроваджено законодавство, що регулювало діяльність скотарів (переважно власників великої рогатої худоби та пастухів) та селян внутрішньої дельти Нігеру. Каді керувалися шаріатом у кожній провінції, відіграючи важливу роль у державі. Водночас дослідники відмічають деформацію шаріатського права, внаслідок чого закят збирали навіть з рабів.

## Економіка
Основу становило на тваринництво, насамперед розведення великої рогатої худоби й вівчарство. Альмамі проводили політику спонукання кочівників-фульбе до переходу до осілого способу життя. підтримувався розвиток землеробства й торгівля. Для розвитку торгівлі Секу Амаду стандартизує одиниці виміру на території імперії.

## Релігійна політика
Державним сповідуванням було оголошено малікізм. Проводилася нетерпима політика щодо немусульман. Влада впроваджувала обмеження скрізь. Було наказано будувати мечеті з низькими стелями, без прикрас і мінаретів.